# Le Joueur de triangle
Le Joueur de triangle est un roman d'André Obey publié en 1928 aux éditions Grasset et ayant reçu le prix Renaudot la même année.

## Éditions
- Le Joueur de triangle, éditions Grasset, 1928.